# Pasi Luah
Pasi Luah is een bestuurslaag in het regentschap Nagan Raya van de provincie Atjeh, Indonesië. Pasi Luah telt 312 inwoners (volkstelling 2010).